# Agylla florecilla
Agylla florecilla är en fjärilsart som beskrevs av Paul Dognin 1894. Agylla florecilla ingår i släktet Agylla och familjen björnspinnare. Inga underarter finns listade i Catalogue of Life.